# Stworzenie świata (katolicyzm)

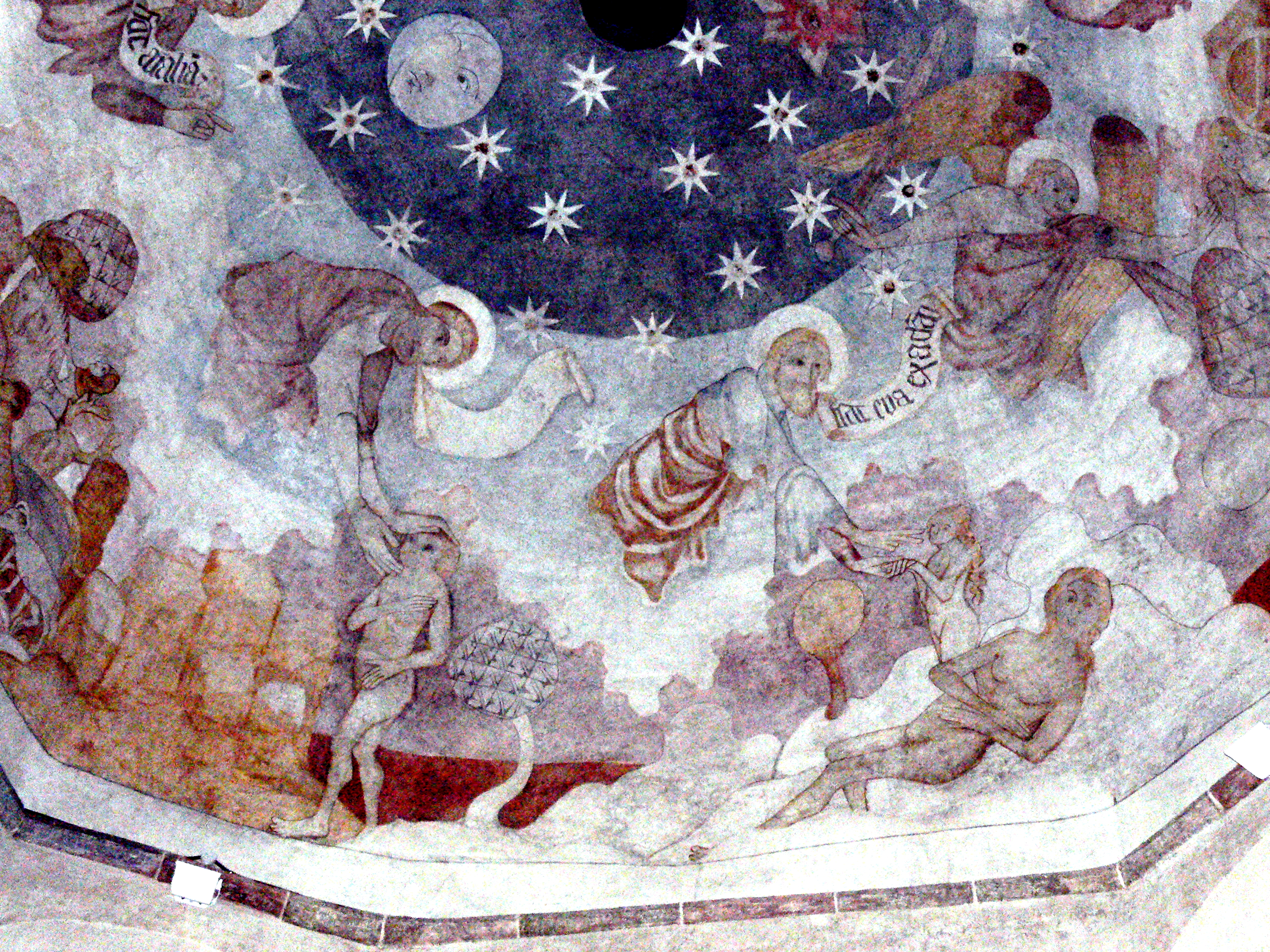
Stworzenie Adama i Ewy, fresk z klasztoru w Innichen w Tyrolu Południowym (1280 r.).

Stworzenie świata – jeden z zasadniczych dogmatów wiary katolickiej, twierdzenie, że świat został stworzony przez Boga. Pierwszy artykuł w Credo chrześcijańskim. W rozumieniu teologii katolickiej, przeczenie temu twierdzeniu byłoby jednoznaczne ze stwierdzeniem, że Bóg nie istnieje.
Współczesne nauczanie teologiczne na temat stworzenia świata Kościół czerpie z Pisma Świętego oraz tradycji apostolskiej, łącząc ich przekaz z danymi nauk ścisłych. Zwłaszcza, gdy chodzi o procesy ewolucyjne .

## Teologia biblijna
Autorzy biblijni Starego Testamentu opisywali stworzenie świata przede wszystkim jako punkt wyjścia, początek planów Boga i całej historii zbawienia. Stworzenie jest więc pierwszym z całej serii interwencji Bożych, które Izrael uznawał za fundament swej tożsamości religijnej i narodowej. Opiewał je w psalmach jako wielkie dzieła Boga, jak w psalmie:
Wielkie są dzieła Pańskie, mogą ich doświadczyć wszyscy, którzy je miłują.(...)

Dzieła rąk Jego to wierność i sprawiedliwość. Wszystkie przykazania Jego są trwałe,

ustalone na wieki, na zawsze, nadane ze słusznością i mocą (Ps 111(110),2.7-8).
Opis stworzenia zawiera przede wszystkim wiarę, że człowiek i wszechświat mają swe źródło wyłącznie w Bogu. Wiara w stworzenie świata i człowieka przez Boga ma znaczenie fundamentalne, ponieważ w niej znajduje się odpowiedź na pytania dotyczące wszechmocy i miłości Boga, pochodzenia człowieka, wzajemnej relacji Boga i człowieka oraz człowieka do świata i przyrody. Dając odpowiedź o pochodzenie człowieka wskazuje jednocześnie drogę i cel jego istnienia – Boga.
Stworzenie świata jest dziełem całej Trójcy Św. Wyraz wiary w to znaleźć można w Ewangelii Jana (Na początku było Słowo [...] i Bogiem było Słowo) oraz w tradycji (np. Veni, Creator Spiritus). Zgodnie z sentencją „conservatio est continua creatio” Bóg zachowując świat w istnieniu cały czas niejako go stwarza.

## Magisterium Kościoła

### Sobory Kościoła niepodzielonego
We wczesnych wyznaniach wiary twierdzenie, że Bóg Ojciec jest stworzycielem umieszczano na samym początku. Tak uczynił Sobór nicejski I w swoim Credo, które ogłosił uroczyście, tzn. oficjalnie i w sposób wiążący dla wiary wierzących, w 325 r.:
Wierzymy w jednego Boga 

Ojca Wszechmogącego, 

Stworzyciela wszystkich rzeczy widzialnych 

i niewidzialnych
Pierwsze miejsce wśród innych dogmatów wyznania o Bogu Stworzycielu potwierdziło Credo nicejsko-konstantynopolitańskie ogłoszone w 381 r. W rozumieniu Christopha Schönborna stało się tak dlatego, że uznanie wiary w Boga jako stwórcy nieba i ziemi to założenie początkowe, fundament, na którym następnie budowana jest cała wiara i całe życie chrześcijańskie.

### Nauka wiary a nauki pozytywne
Jednocześnie, zwłaszcza w ostatnich dwóch wiekach, Magisterium Kościoła podkreśla, że nie można negować wyników badań nauk pozytywnych, dotyczących np. ewolucji biologicznej. Jan Paweł II wypowiedział się na ten temat w 1996 r. w przemówieniu do członków Papieskiej Akademii Nauk:

Dzisiaj, prawie pół wieku po publikacji encykliki /Humani generis/, nowe zdobycze nauki każą nam uznać, że teoria ewolucji jest czymś więcej niż hipotezą.

Papież mówił o dialogu między nauczaniem wiary a odkryciami naukowymi. W katechezie dziesięć lat wcześniej, wskazywał, iż w gruncie rzeczy są one zgodne, gdyż mówią o tym samym człowieku, który, jako rozumny i inteligentny, panuje nad światem:

Dziś, gdy została lepiej wyjaśniona kwestia wzajemnych stosunków pomiędzy prawdą naukową i religijną, bardzo wielu uczonych, choć słusznie podnosi niebagatelne problemy, związane na przykład z teorią ewolucji żywych organizmów, a zwłaszcza człowieka, lub z immanentną celowością przemian zachodzących we wszechświecie, to w coraz większym stopniu podziela i darzy coraz większym szacunkiem to, co na temat stworzenia mówi wiara chrześcijańska. W ten sposób otwiera się przestrzeń dla pożytecznego dialogu pomiędzy dwojakim podejściem do rzeczywistości i człowieka, które pomimo lojalnie uznawanej odmienności, w głębszej swej warstwie zgodne są co do tego samego człowieka, który został stworzony – jak czytamy na pierwszych stronach Biblii – na obraz Boży (por. Rdz 1,26-27), a więc jako rozumny i inteligentny pan świata. (...) Wizja biblijno-chrześcijańska zawiera wizję początków wszechświata i dziejów – zwłaszcza człowieka – tak niezaprzeczalnie wielką, ożywczą i oryginalną...

Wypowiedzi papieskie, jak stwierdził dokument Międzynarodowej Komisji Teologicznej nie zawierały poparcia in blanco dla wszystkich wersji teorii ewolucji, np. neodarwinizmu, „który jednoznacznie przeczy temu, by Boża Opatrzność miała jakąkolwiek rolę sprawczą w rozwoju życia we wszechświecie” (Communion and Stewardship, 64). W jednej ze swych wczesnych katechez Papież Jan Paweł II mówił też o tym, że za złożonymi mechanizmami działającymi w świecie stoi Duch Święty, który je wynalazł i stworzył. Papież skrytykował też twierdzenia na temat przypadkowości ewolucji:

Wszystkie spostrzeżenia dotyczące rozwoju życia prowadzą do analogicznego wniosku. Ewolucja istot żyjących, która stanowi przedmiot badań naukowych zmierzających do określenie jej etapów i wyróżnienia działających w niej mechanizmów, ukazuje zadziwiającą wewnętrzną celowość. Owa celowość, prowadząca wszystkie byty w tym samym kierunku, nad którą nie posiadają one władzy ani nie są za nią odpowiedzialne, każe domyślać się Ducha, który jest ich wynalazcą i stwórcą (...) Niektórzy przeciwstawiają tym wskazówkom prowadzącym do istnienia Boga Stwórcy dzieło przypadku lub wewnętrznych mechanizmów materii. Mówić o przypadku w odniesieniu do świata, który ukazuje tak bardzo złożoną organizację elementów i tak zadziwiającą celowość życia, oznacza rezygnację z próby wytłumaczenia świata, który jawi się naszym oczom. W rezultacie jest to jednoznaczne z chęcią uznania skutków bez przyczyny. Jest to abdykacja ludzkiego rozumu, który w ten sposób zaniechał myślenia, odrzucił próby rozwiązania swoich problemów.

Jak zauważył Michał Chaberek OP, ta papieska wypowiedź ma szczególne znaczenie dla dyskusji, która zaczęła się dwadzieścia lat później, już po jego śmierci, między ewolucjonistami i kreacjonistami na temat roli przypadku w kształtowaniu wszechświata.
W encyklice Fides et ratio (1998 r.) Jana Pawła II padło stwierdzenie, że nauki ścisłe są częścią „horyzontu wiary”, są daną przez Boga zdolnością człowieka poznawania świata. „Nie ma więc powodu do jakiejkolwiek rywalizacji między rozumem a wiarą: rzeczywistości te wzajemnie się przenikają, każda zaś ma własną przestrzeń, w której się realizuje” (n. 17). W encyklice Jan Paweł II mówił też o tym, że człowiek ma zdolność nie tylko badania zjawisk naturalnych, czym zajmują się np. nauki biologiczne, lecz także wyciągania wniosków natury bardziej ogólnej. „Człowiek posiada zdolność pojmowania metafizycznego”. Dlatego „analizując dane zmysłowe może też dotrzeć do przyczyny, z której bierze początek wszelka postrzegalna rzeczywistość” (n.22). Biskup Rzymu odwołał się w tym do autorytetu apostoła Pawła, który nauczał na ten temat w pierwszym rozdziale Listu do Rzymian. Papież dostrzegł w tym rozdziale filozoficzny wywód wykazujący, że „obserwacja «oczyma umysłu» rzeczywistości stworzonej może doprowadzić do poznania Boga. Poprzez stworzenia daje On bowiem rozumowi wyobrażenie o swojej «potędze» i «Boskości» (por. Rz 1, 20)”. Człowiek ma „zdolność swobodnego przekraczania granic doświadczenia zmysłowego i docierania do najgłębszego źródła wszystkiego: do Stwórcy” (Fides et ratio n. 22).

### Teologiczne akcenty dogmatu o stworzeniu
Współczesne nauczanie Kościoła wskazuje dwa kluczowe pojęcia zawarte w twierdzeniu, że świat został stworzony przez Boga: zamysł Boży i historia zbawienia. Za aktem stworzenia stoi myśl, plan żywego osobowego Boga, jego zbawczej miłości do człowieka i świata: „Stworzenie jest podstawą wszystkich zbawczych zamysłów Bożych, początkiem historii zbawienia”.  Katechizm Kościoła Katolickiego naucza, że te dwa wymiary wydarzenia stworzenia świata mogą być zrozumiane jedynie dzięki przeniknięciu, pojęciu misterium-tajemnicy Jezusa Chrystusa. Jest tak dlatego, że misja Chrystusa była wypełnieniem dzieła stworzenia. Dzięki niej można zrozumieć to co się wydarzyło, gdy świat powstawał:

Misterium Chrystusa jest decydującym światłem oświecającym tajemnicę stworzenia; ono objawia cel, dla którego „na początku Bóg stworzył niebo i ziemię” (Rdz 1,1). Od początku Bóg miał na względzie chwałę nowego stworzenia w Chrystusie (KKK 280.)

Prawda ta ma swe liturgiczne przełożenie w trakcie najważniejszych dorocznych chrześcijańskich uroczystości Wigilii wielkanocnej. Uroczystość ta jest rozumiana jako „celebracja nowego stworzenia w Chrystusie” zmartwychwstałym, dlatego czytania Czuwania nocnego zaczynają się od opisu stworzenia z Księgi Rodzaju. W kościołach tradycji bizantyjskiej także w wigilie wielkich świąt Pana czyta się opis stworzenia. W taki też sposób przygotowywano katechumenów do chrztu (por. KKK 281).

## Pojęcie «Creatio ex nihilo»
Bóg stworzył świat z niczego (ex nihilo). Prawdę tę odkryła w pełni dopiero refleksja chrześcijańska, czerpiąc z danych Nowego Testamentu. Interpretacja judaistyczna odczytywała opis stworzenia z Księgi Rodzaju jako proces kształtowania bezładnej materii przez Boga. Zdanie z 2 Księgi Machabejskiej: Proszę cię, synu, spojrzyj na niebo i na ziemię, a mając na oku wszystko, co jest na nich, zwróć uwagę na to, że z niczego stworzył je Bóg i że ród ludzki powstał w ten sam sposób jest jedynym i bardzo późnym tekstem starotestamentalnym, mówiącym o stworzeniu z niczego i raczej należy go interpretować jako wpływ zewnętrzny, np. ze strony filozofii platońskiej.
Do rozpowszechnienia i pogłębienia pojęcia stworzenia z niczego (Creatio ex nihilo) w teologii katolickiej przyczynił się przede wszystkim Augustyn z Hippony. Odczytywał on dwie fazy stworzenia: w pierwszej Bóg stworzył wszystkie rzeczy jednocześnie, w postaci bezładnej materii:

Sam zaś budulec, stanowiący jakby posiew nieba i ziemi, został nazwany niebem i ziemią. I niebem, i ziemią – jakby przemieszany i bezładny, zdolny przyjąć odpowiednie formy od Boga Twórcy

 Formy te zostały złożone w niebie i ziemi w postaci niewidzialnych racji przyczynowych (rationes causales). Druga faza, polegała na formowaniu się bytów z ich racji przyczynowych, zgodnie z naturą zapisaną w tych racjach, lub poprzez - w przypadku zdarzeń pozanaturalnych - bezpośrednią ingerencję Boga w historii - jakim było np. stworzenie Ewy.

## Pośredniczenie aniołów w stworzeniu świata widzialnego
Według teologii, zwłaszcza okresu ojców Kościoła, aniołowie pośredniczą w dziele stwórczym Boga. Według Augustyna z Hippony współpraca aniołów ze Słowem Boga w stwarzaniu świata wynika z ich natury, z tego, że są światłem duchowym. Nadają oni formę ciałom, są oświeceniem tego, co ciemne (por. Niedokończony komentarz słowny do Księgi Rodzaju 8,30). Ta funkcja jest możliwa dzięki temu, że mają oni jednoczesne, równoległe poznanie rzeczy – to, jakimi te rzeczy są w Bogu jako idee wieczne i jakimi są w sobie samych (por. Komentarz słowny do Księgi Rodzaju IV,29.46). Te dwa poznania, według Augustyna, oznaczane są w opisie zawartym w Księdze Rodzaju przez „wieczór i poranek” każdego dnia stworzenia. Poznanie stworzeń przez stworzenia (creaturam per creaturam) jest niejasne jakby w zwierciadle (por. 1 Kor 13,12; por. Wyznania XII, 13.16) – jest więc oznaczane przez wieczór. Poznanie rzeczy przez Stwórcę (łac. creaturam per Creatorem) jest jednoczesne i w całości, jest jasnym widzeniem natury rzeczy w Bogu, stąd  oznaczane jest przez poranek (por. Komentarz słowny do Księgi Rodzaju IV,30.47, por. IV,23.40-24.41; Państwo Boże XI,29; Wyznania XII, 9.9 oraz 15.20).

## Stworzenie człowieka
Człowiek został stworzony na obraz i podobieństwo Boga, przez co posiada godność osoby. Stanowi zintegrowane ze sobą ciało i duszę. Mężczyzna i kobieta jako ludzie uzupełniają się i są sobie równi jako takie same istoty ludzkie.

## Transcendencja Boga wobec świata stworzonego
Stworzony świat był dobry. Bóg jest transcendentny wobec rzeczy stworzonych, podtrzymuje je i prowadzi.
Bibliści, zauważając podobieństwa pewnych motywów z treściami zawartymi w mitach innych religii, podkreślają, że w biblijnym opisie stworzenia brak opisu teogonii, co jest wyrazem pełnej transcendencji Boga, który sam nie podlega stwarzaniu i nie jest ograniczony prawami świata. Związany jest z tym monoteizm (Bóg jest jeden, nie ma rodziny bóstw), a do pewnego stopnia również koncepcja, według której Bóg jest stwórcą tworzącym z niczego, a nie kształtującym pierwotny chaos demiurgiem (choć nie jest to jedyna możliwa interpretacja zapisu). Poza tym brak typowych dla politeistycznych mitów o prapoczątkach motywów walki bóstw. Odmienna jest również rola Raju. W przeciwieństwie do innych mitów kosmogonicznych, nie jest on siedzibą bóstw, lecz człowieka.

## Cel stworzenia świata
Bóg stworzył świat dla Własnej chwały, przez swoją miłość i mądrość. Całe stworzenie, także człowiek, są odbiciem chwały Bożej.
Bóg nie potrzebował świata, ale chciał by inne stworzenia mogły uczestniczyć w Jego dobru. 

Przeznaczył nas dla siebie jako przybranych synów przez Jezusa Chrystusa, według postanowienia swej woli, ku chwale majestatu swej łaski, którą obdarzył nas w Umiłowanym.

{{Cytat}} Linki zewnętrzne: "źródło".
Celem ostatecznym stworzenia jest to, by Bóg, będący Stwórcą wszystkiego, stał się ostatecznie wszystkim we wszystkich (1 Kor 15, 28).

## Biblia a nauka
Istnieją różnice między opisem stworzenia z Biblii a stanem faktycznym. Wielu ludzi próbowało te rozbieżności pogodzić, między innymi nie interpretując przekazu biblijnego dosłownie. Św. Augustyn dopuszczając różnorodność egzegezy Biblii pouczał, by w razie sprzeczności między dosłownym zapisem biblijnym a wiedzą, tak reinterpretować Biblię, aby tego konfliktu uniknąć. Jako przykład podaje niemożność stosowania pojęcia „dzień” definiowanego według ówczesnej nauki jako okres od jednego zachodu Słońca do następnego dla okresu, gdy Słońca nie było (a więc według pierwszego opisu stworzenia, przed dniem czwartym). W związku z tym sam uznawał, że dni stwarzania należy rozumieć metaforycznie, a sam akt kreacji był natychmiastowy, a nie rozłożony w czasie tygodnia. W czasie gdy postęp naukowy stawiano w wyraźnej opozycji do wiary pojawiały się konflikty, których negatywne owoce znaleźć można choćby w historii życia Kopernika i Galileusza. Począwszy od Pascala, stwierdzono jednak, że obie te płaszczyzny w żadnym stopniu nie mogą decydować o sobie wzajemnie. Do szczegółowego wyjaśnienia, że nauka nie wyklucza aktu stworzenia rozumianego zgodnie z doktryną religii abrahamicznych przyczynił się w głównej mierze Pierre Teilhard de Chardin. W związku z tym, według Kościoła katolickiego teoria ewolucji nie stoi w sprzeczności z wiarą w stworzenie świata i ludzi przez Boga.
Stanowisko w tej sprawie wyraził również Pius XII w encyklice Humani generis (1950):

Urząd Nauczycielski Kościoła nie zakazuje, żeby nauka ewolucjonizmu, o ile bada powstanie ciała ludzkiego z jakieś już istniejącej żywej materii (...) była dyskutowana wobec obecnego stanu nauki i świętej teologii przez fachowców z obu stron. Te dyskusje jednak winny być tak prowadzone, by racje sprzyjające lub przeciwne ewolucjonizmowi były roztrząsane i osądzane z należytą powagą, umiarkowaniem i powściągliwością.

.
Kościół katolicki uznaje również według tej koncepcji, że autorzy Biblii nie mieli na celu przedstawianie prawd dotyczących genezy i budowy wszechświata, ani też rozstrzygać o początkach ludzkości. Ich dzieła zawierają literacki obraz Boga jako źródła i przyczyny wszystkiego. Pozostałe rzeczy należą do poszukiwań naukowych.
W 1948 sekretarz Papieskiej Komisji Biblijnej w liście do kardynała Emmanuela Suharda dotyczącym trzech pierwszych rozdziałów Księgi Rodzaju napisał:

Co do osób przedstawionych w opisie raju i upadku, to choć są one rzeczywiste, nie zmyślone, nie można ich nazwać historycznymi w dzisiejszym tego słowa znaczeniu.

## Błędy doktrynalne
Podstawowe twierdzenia pojawiające się w kręgu religii abrahamicznych dotyczące interpretacji stworzenia i pochodzenia świata i człowieka, które zostały uznane za sprzeczne z doktryną katolicką to:
- panteizm – wszystko jest Bogiem[25],
- neoplatonizm – świat jest konieczną emanacją Boga[26],
- dualizm i manicheizm – Dobro i Zło jako odwieczne zasady[27],
- gnoza – świat jest zły[25],
- deizm – Bóg zegarmistrzem[28],
- materializm – powstanie świata nie ma transcendentnego początku[29].